# جامعة المرعبين
جامعة المرعبين  أو جامعة الوحوش (بالإنجليزية: Monsters University)‏ هو فيلم كوميديا ورسوم متحركة حاسوبية ثلاثي الأبعاد صدر سنة 2013، من إنتاج بيكسار ونشر أفلام والت ديزني. دان سكانلون هو المخرج وكوري راي هو المنتج. جامعة الوحوش هو الفيلم الرابع عشر من إنتاج پيكسار، وهو مقدمة لفيلم شركة المرعبين المحدودة الذي صدر في 2001.
يتناول علاقة مايك وسولي أثناء دراستهما بالجامعة، وكيف تغلبا الاثنان على مشاكلهما وخلافاتهما حتى أصحبا أفضل صديقين.
كحال سابقه بيلي كريستال وجون غودمان وستيف بوسيمي وفرانك أوز يعودون لتأدية أصوات مايك وازاوسكي وجيمس ب. سوليفان وراندال بوجز وجيف فانغز، على التوالي. بوني هنت، التي أدت صوت الآنسة فلينت في الفيلم الأول، أدت في هذا الفيلم صوت معلمة مايك في الأبتدائية، الآنسة كارين جريفيز. صدر الفيلم في 20 يونيو، 2013 في الإمارات العربية المتحدة و21 يونيو، 2013 في الولايات المتحدة. تلقى الفيلم مراجعات إيجابية من النقاد وكان أدائه ممتاز في الصناديق التذاكر وجمع 715 مليون$ حول العالم مقابل ميزانيته التي قدرت ب200 مليون$.

## أصوات الممثلون
| اسم الشخصية        | اسم الشخصية بالإنجليزيّة    | مؤدي الصوت الأصليّ (بالإنجليزيّة) | مؤدي الصوت بالدبلجة العربية |
| ------------------ | -------------------------- | ------------------------------- | --------------------------- |
| مارد وشوشني        | Mike wazowski              | بيلي كريستال                    | عبدو حكيم                   |
| شلبي سولوفان       | .James P Sullivan (sulley) | جون غودمان                      | جورج طويل                   |
| اندل بوكس          | Randall boggs (randy)      | ستيف بوشيمي                     | إيلي ضاهر                   |
| دين هاردسكرابل     | Dean Hardscrabble          | هيلين ميرين                     | جمانة الزنجي                |
| سكويشي             | Squishy                    | بيتبر سوهان                     | خليل الحاج علي              |
| دون كارلتون        | Don                        | جول موري                        | ناجي شامل                   |
| تيري               | Terri                      | شون هايز                        | ريتشارد ياني                |
| تري                | Terry                      | ديف فولي                        | ريتشارد ياني                |
| آرت                | Art                        | تشارلي داي                      | سعد حمدان                   |
| استاذ نايت         | Professor Knight           | ألفريد مولينا                   | شربل أيوب                   |
| نائب الرئيس        | Greek Council Vp           | تايلر لابين                     | جورج دياب                   |
| جوني               | Johnny                     | ناثان فيليون                    | بلال بشتاوي                 |
| شيت                | Chet                       | بوبي موينيهان                   | شربل أيوب                   |
| مارد وشوشني الصغير | Young Mike wazowski        | نواه جونستون                    | محمد كعكاتي                 |
| سيدة سكويبلز       | Ms. Squibbles              | جوليا سويني                     | جيهان ملا                   |
| سيدة غرايفز        | Mrs. Graves                | بوني هنت                        | جيهان ملا                   |
| فرج                | Frank McCay                | جون كراسينسكي                   | سعد حمدان                   |
| الوحش الرخو        | Slug                       | بيل هادر                        | شربل أيوب                   |
| كاري               | Pnk Carrie                 | بيث برس                         | جيهان الملا                 |
| روز                | Roz                        | بوب بيترسون                     | جيهان الملا                 |
| منفى               | Yeti                       | جون راتزنبرجر                   | ريتشارد ياني                |

### الأصوات العربية
- عبدو حكيم - مارد وشوشني
- جورج طويل - شلبي سولوفان
- إيلي ضاهر - آندل بوكس
- جمانة الزنجي - دين هاردسكرابل
- خليل الحاج علي - سكويشي
- ناجي شامل - دون كارلتون
- ريتشارد ياني - تيري، تري، منفي
- سعد حمدان - آرت، فرانك
- شربل أيوب - أستاذ نايت، شيت، الوحش الرخو
- جورج دياب - نائب الرئيس، المستشار
- بلال بشتاوي - جوني
- محمد كعكاتي - مارد الصغير
- جيهان الملا - سيدة سكويبلز، سيدة غرايفز، كاري، روز
- زياد منذر
- جورج أبو سلبي
- سهير ناصر الدين
- لين كعكاتي
- آية كعكاتي
- عمر كعكاتي

## وصلات خارجية
- الموقع الرسمي
- الموقع الرسمي في الشرق الأوسط
- جامعة المرعبين على موقع IMDb (الإنجليزية)
- جامعة المرعبين على موقع ميتاكريتيك (الإنجليزية)
- جامعة المرعبين على موقع روتن توميتوز (الإنجليزية)
- جامعة المرعبين على موقع نتفليكس (الإنجليزية)
- جامعة المرعبين على موقع قاعدة بيانات الأفلام العربية
- جامعة المرعبين على موقع ألو سيني (الفرنسية)
- جامعة المرعبين على موقع Turner Classic Movies (الإنجليزية)
- جامعة المرعبين على موقع أول موفي (الإنجليزية)
- جامعة المرعبين على موقع بوكس أوفيس موجو (الإنجليزية)
- جامعة المرعبين على موقع فيلمافينيتي (الإسبانية)